# Безредка, Александр Михайлович
Алекса́ндр Миха́йлович Безре́дка (в ранних публикациях Ш. М. Безредка — Шме́рель Ме́йлахович Безре́дка; 27 марта [8 апреля] 1870, Одесса — 28 февраля 1940, Париж) — российский и французский микробиолог и иммунолог. Ввёл понятие «анафилактический шок».

## Биография
Родился в 1870 году, по одним данным 29 марта, по другим — 27 марта в Одессе в семье еврейского писателя и учителя Элимейлеха Безредки-Векслера (ивр., Мейлех Безредка, 1842— 9 сентября 1919), публиковавшегося на идише и иврите как под собственным именем Элимейлех Безредка (Векслер), так и под псевдонимом Э. Иш-Нооми, уроженца Кривого Озера.
После окончания 3-й Одесской гимназии с 1888 года учился на естественном отделении физико-математического факультета Новороссийского университета. В стенах этого вуза А. М. Безредка увлёкся химией. Свои первые научные исследования он проводил под руководством Н. Д. Зелинского. За вышедшую в 1892 году под редакцией и с предисловием Н. Д. Зелинского монографию «Опыт истории развития стереохимических воззрений» (260 страниц) ректорат университета наградил А. М. Безредку золотой медалью.
Окончив в 1892 году университет, Александр Безредка попытался поступить на медицинский факультет Киевского или Московского университета. Однако продолжение его научной карьеры в России было возможно лишь после перехода в христианство. В связи с этим Безредка уехал во Францию, где без сдачи экзаменов был зачислен на второй курс медицинского факультета Сорбонны. Одновременно, на добровольных началах он работал препаратором в одной из лабораторий Пастеровского института. Окончив в 1897 году университет, Безредка получил степень доктора медицины и продолжил работу в Институте Пастера штатным ассистентом лаборатории морфологической микробиологии, которой заведовал заместитель директора института И. И. Мечников, ставший его научным руководителем.
В 1910 году получил гражданство Франции и стал профессором. Во время Первой мировой войны служил врачом на фронте (Верден, Бар-ле-Дюк). По возвращении в Париж он сменил Мечникова, умершего в 1916 году, на посту начальника лаборатории Пастеровского института, занимая её до 1940 года. С 1919 года был также заместителем директора Пастеровского института.
В 1932 году был принят в члены Леопольдины.
Живя за границей, Безредка сохранил тесную связь с русской наукой, под его руководством работали многие русские учёные.
Умер 28 февраля 1940 года в Париже.

## Научная деятельность
Основные работы А. М. Безредки посвящены проблеме иммунитета. В 1906 году он занялся изучением проблемы анафилаксии, стараясь найти способы борьбы с анафилактическим шоком (авторство термина также принадлежит Безредке) посредством десенсибилизации организма. Предложенный им метод, сделавший применяемые сыворотки более безопасными в плане развития сывороточной болезни, считается классическим и в мировой научной литературе связывается с его именем.
Большую известность получили исследования А. М. Безредка проблем местного иммунитета, которые он проводил на протяжении 12 лет с 1913 по 1925 годы. Несмотря на то, что его теория подверглась основательной критике со стороны оппонентов, отрицающих возможность проявления автономного, без участия всего организма в целом, иммунитета, открытый А. М. Безредка способ местной иммунизации нашёл применение для профилактики ряда инфекций. Иммунизация по Безредка применяется против столбняка, брюшного тифа, дизентерии, холеры, сибирской язвы, оспы, стрептококковой и стафилококковой инфекции. Практическое применение учения о местном иммунитете нашло в хирургии, дерматологии, гинекологии и офтальмологии в лечении и профилактике инфекционных заболеваний.
В 1923 году он впервые применил термин антивирус (Antivirus). Вместе с Ричардом Пфайффером он был пионером в области эндотоксинов и первым показал, что их можно нейтрализовать с помощью антител. Он исследовал также туберкулёз (реакция Бесредки применяется для диагностики туберкулезных заболеваний кожи и слизистой оболочки рта); три года он потратил на поиски наиболее удачной питательной среды для выращивания туберкулёзных бактерий, в результате была получена среда, позволяющая в течение трёх дней выращивать искомую культуру.
Последние исследования А. М. Безредки были посвящены изучению способов борьбы со злокачественными новообразованиями. Его уход из жизни прервал интересные опыты в поисках специфических противоопухолевых вакцин.